# Oberdorff
Oberdorff és un municipi francès, situat al departament del Mosel·la i a la regió del Gran Est. L'any 2007 tenia 364 habitants.

## Demografia

### Població
El 2007 la població de fet d'Oberdorff era de 364 persones. Hi havia 132 famílies, de les quals 28 eren unipersonals (16 homes vivint sols i 12 dones vivint soles), 36 parelles sense fills, 56 parelles amb fills i 12 famílies monoparentals amb fills.
La població ha evolucionat segons el següent gràfic:
Habitants censats

### Habitatges
El 2007 hi havia 146 habitatges, 140 eren l'habitatge principal de la família i 6 estaven desocupats. 145 eren cases i 1 era un apartament. Dels 140 habitatges principals, 131 estaven ocupats pels seus propietaris, 6 estaven llogats i ocupats pels llogaters i 3 estaven cedits a títol gratuït; 3 tenien dues cambres, 6 en tenien tres, 20 en tenien quatre i 111 en tenien cinc o més. 132 habitatges disposaven pel capbaix d'una plaça de pàrquing. A 60 habitatges hi havia un automòbil i a 69 n'hi havia dos o més.

### Piràmide de població
La piràmide de població per edats i sexe el 2009 era:
| Homes | Edats   | Dones |
| ----- | ------- | ----- |
| 0     | 95 o +  | 0     |
| 0     | 90 a 94 | 0     |
| 0     | 85 a 89 | 8     |
| 8     | 80 a 84 | 4     |
| 0     | 75 a 79 | 12    |
| 8     | 70 a 74 | 8     |
| 8     | 65 a 69 | 12    |
| 12    | 60 a 64 | 24    |
| 4     | 55 a 59 | 4     |
| 16    | 50 a 54 | 4     |
| 4     | 45 a 49 | 12    |
| 24    | 40 a 44 | 0     |
| 20    | 35 a 39 | 40    |
| 28    | 30 a 34 | 12    |
| 4     | 25 a 29 | 16    |
| 12    | 20 a 24 | 4     |
| 12    | 15 a 19 | 24    |
| 12    | 10 a 14 | 12    |
| 8     | 5 a 9   | 12    |
| 12    | 0 a 4   | 12    |

## Economia
El 2007 la població en edat de treballar era de 252 persones, 171 eren actives i 81 eren inactives. De les 171 persones actives 157 estaven ocupades (86 homes i 71 dones) i 14 estaven aturades (5 homes i 9 dones). De les 81 persones inactives 29 estaven jubilades, 32 estaven estudiant i 20 estaven classificades com a «altres inactius».

### Ingressos
El 2009 a Oberdorff hi havia 140 unitats fiscals que integraven 388 persones, la mediana anual d'ingressos fiscals per persona era de 19.808 €.

### Activitats econòmiques
Dels 6  establiments que hi havia el 2007, 1 era d'una empresa de fabricació d'altres productes industrials, 1 d'una empresa de construcció, 1 d'una empresa de comerç i reparació d'automòbils, 1 d'una empresa d'hostatgeria i restauració, 1 d'una empresa de serveis i 1 d'una empresa classificada com a «altres activitats de serveis».
L'únic servei als particulars que hi havia el 2009 era una perruqueria.
L'any 2000 a Oberdorff hi havia 15 explotacions agrícoles que ocupaven un total de 390 hectàrees.

## Equipaments sanitaris i escolars
El 2009 hi havia una escola elemental integrada dins d'un grup escolar amb les comunes properes formant una escola dispersa.

## Poblacions més properes
El següent diagrama mostra les poblacions més properes.